# Saxophonesongs Vol. 2
Saxophonesongs Vol. 2 er det ottende studiealbum fra det dansk pop-rockorkester Moonjam. Det blev udgivet i 1997.

## Spor
1. "The Traveller" - 5:37
2. "	Saxophonesong (Lullaby For Louis)" - 5:00
3. "Two Parrots" - 4:49
4. "Anywhere Is" - 4:04
5. "Leave Me Like A Friend" - 5:14
6. "Wonder Why" - 4:35
7. "Shadows" - 5:35
8. "In The Moon" - 4:49
9. "Don't Hesitate" - 5:15
10. "House Of The Rainbow" - 4:24
11. "Una Bagatella" - 4:45
12. "You're In My Heart" - 5:15